# Bundesstraße 205
Pour les articles homonymes, voir Route 205.
La Bundesstraße 205 est une Bundesstraße du Land de Schleswig-Holstein.

## Géographie
Elle est une liaison importante entre la Bundesautobahn 7 et la Bundesautobahn 21.
À l’origine, la B 205 relie Bad Segeberg à Jevenstedt en passant par Neumünster. Afin de soulager la ville du trafic de transit, l'itinéraire est déplacé dans les années 1980 vers le périphérique intérieur ouest (Forstweg, Hansaring, Holsatenring, Sachsenring).
Avec l'agrandissement de la Bundesautobahn 20 dans le Schleswig-Holstein et la construction de l'A 21 à Bad Segeberg, on s'attend dans les années 1990 à une augmentation significative du trafic sur la B 205 en direction de l'A 7. Par conséquent, une déviation vers le sud est construite entre Willingrade et Rickling. Elle se connecte directement à l'A 7 (sortie Neumünster-Sud) et contourne Neumünster en direction du sud. En conséquence, l'itinéraire est déclassé de Neumünster à Jevenstedt en Landesstraße 328. Les tronçons de Rickling sont également déclassés au centre-ville de Neumünster (K 114, L 322).

## Source
- (de) Cet article est partiellement ou en totalité issu de l’article de Wikipédia en allemand intitulé « Bundesstraße 205 » (voir la liste des auteurs).